# الحسن أحويبيب
الحسن أحويبيب (31 أكتوبر 1993) لاعب كرة قدم في منتخب موريتانيا، ولاعب نادي الزوراء العراقي حاليًا.

## الانتقال
| التاريخ  | النوع  | انتقل من         | انتقل إلى       |
| -------- | ------ | ---------------- | --------------- |
| 2019-9-8 | انتقال | الحرس الموريتاني | الزوراء العراقي |

## الجوائز
الإنجازات مع النادي
| النادي          | البطولة    | عدد الألقاب | السنة |
| --------------- | ---------- | ----------- | ----- |
| الزوراء العراقي | كأس العراق | 1           | 2019  |